# Jamie Denbo
Jamie Denbo (ur. 24 lipca 1973 w Bostonie w stanie Massachusetts, USA) – amerykańska aktorka współpracująca z telewizją i twórcami kinowymi. W branży aktorskiej aktywnie obecna od 1997 roku. Znana z roli Tiny Difabio w sitcomie stacji FOX Happy Hour (2006), wystąpiła gościnnie w serialach Seks w wielkim mieście, Bez śladu, Dowody zbrodni. Współautorka scenariusza do komediowego filmu Felicia and the Great Quebec (2003), w którym objęła główną rolę Felicii Cummings. Występowała w różnych rolach w kilkunastu odcinkach programu CBS The Late Late Show prowadzonego przez Craiga Fergusona. Od 5 czerwca 2004 roku żona aktora Johna Rossa Bowie.